# Ken Livingstone
Kenneth Robert Livingstone (Londres, 17 de junho de 1945) é um político britânico. Foi o primeiro prefeito de Londres, de 2000 a 2008.

## Legado e influência
Descrito no The Guardian como "uma figura polarizadora e controversa", ao longo da sua carreira, Livingstone polarizou a opinião pública. Ele era amplamente reconhecido como alguém que assumia riscos. Os apoiadores descreveram-no como o "Ken do Povo" e um "político antipolítico", opinando que ele tinha o toque comum com os londrinos da classe trabalhadora que a maioria dos políticos britânicos não tinha. Foi amplamente reconhecido por ter melhorado a condição das minorias em Londres. Também foi considerado um “operador formidável” na Prefeitura, com um “conhecimento íntimo” de Londres. Ele também foi criticado durante sua carreira. Durante o seu mandato como presidente da Câmara, enfrentou repetidas acusações de nepotismo por favorecer os seus assessores escolhidos em detrimento de outros funcionários. Um dos seus apoiantes, Atma Singh, comentou que, sob a liderança de Livingstone, uma cultura de intimidação prevaleceu na Câmara Municipal, embora isso fosse negado por muitos outros empregados.
Durante a década de 1980, Spitting Image apresentou uma versão ficcional de Livingstone dublado por Harry Enfield. Em 1990, o programa The Comic Strip, da BBC, produziu um episódio intitulado "GLC: The Carnage Continues..." no qual Robbie Coltrane fez uma representação ficcional de Charles Bronson interpretando Livingstone em um filme de Hollywood. Kate Bush compôs a canção "Ken" para o episódio, que foi então lançada como lado B de seu single "Love and Anger".